# Вайнсхайм (Айфель)
Вайнсхайм (нем. Weinsheim) — община в Германии, в земле Рейнланд-Пфальц.
Входит в состав района Айфель-Битбург-Прюм. Подчиняется управлению Прюм. Население составляет 1025 человек (на 31 декабря 2010 года). Занимает площадь 24,02 км².
Город подразделяется на 4 городских района.